# Piedmont (Dakota del Sud)
Piedmont è un comune degli Stati Uniti d'America, situato in Dakota del Sud, nella contea di Meade.